# 井田川駅
井田川駅（いだがわえき）は、三重県亀山市井田川町にある、東海旅客鉄道（JR東海）関西本線の駅である。駅番号はCJ16。
運行形態の詳細は「関西線 (名古屋地区)」を参照。

## 歴史
- 1929年（昭和4年）5月20日：関西本線の加佐登 - 亀山間に新設開業[1]。
- 1961年（昭和36年）2月21日：貨物の取り扱いを廃止[1]。
- 1974年（昭和49年）7月11日：手小荷物の取り扱いを廃止、無人駅化[2]。
- 1987年（昭和62年）4月1日：国鉄分割民営化に伴い、東海旅客鉄道（JR東海）の駅となる[1]。
- 2012年（平成24年）4月1日：駅前整備事業完成。待合室設置。
- 2019年（平成31年）3月2日：ICカード「TOICA」の利用が可能となる[3]。

## 駅構造
相対式ホーム2面2線を有する地上駅。ホーム間は跨線橋で連絡している。亀山駅管理の無人駅で、各ホームにベンチと屋根の付いた2畳ほどのスペースがある。トイレあり。
2011年度より駅前の整備工事が進められ、待合所およびバス停が設置された。

### のりば
| 番線 | 路線        | 方向 | 行先               |
| ---- | ----------- | ---- | ------------------ |
| 1    | CJ 関西本線 | 上り | 四日市・名古屋方面 |
| 2    | CJ 関西本線 | 下り | 亀山方面           |

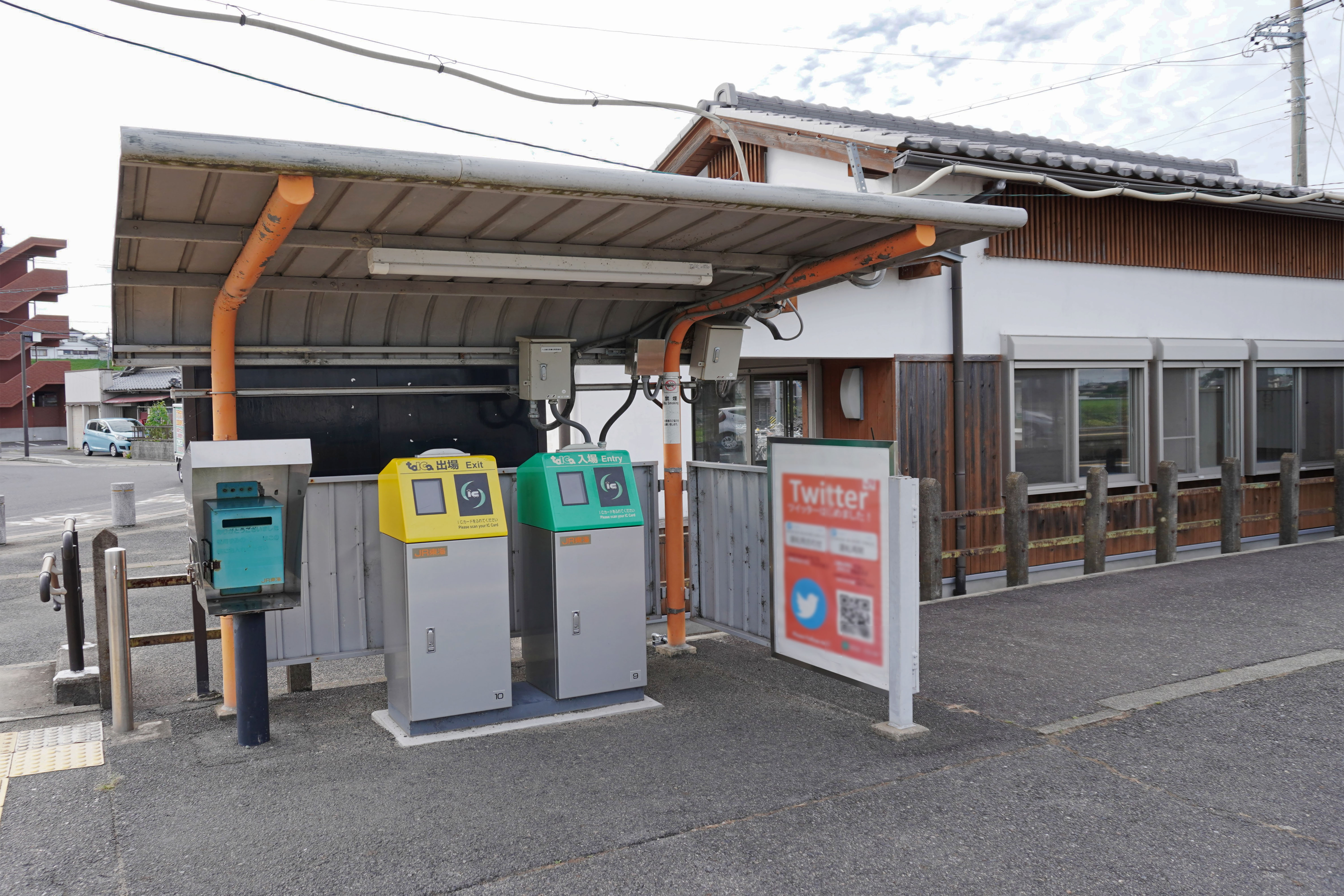
簡易TOICA改札機（2023年7月）
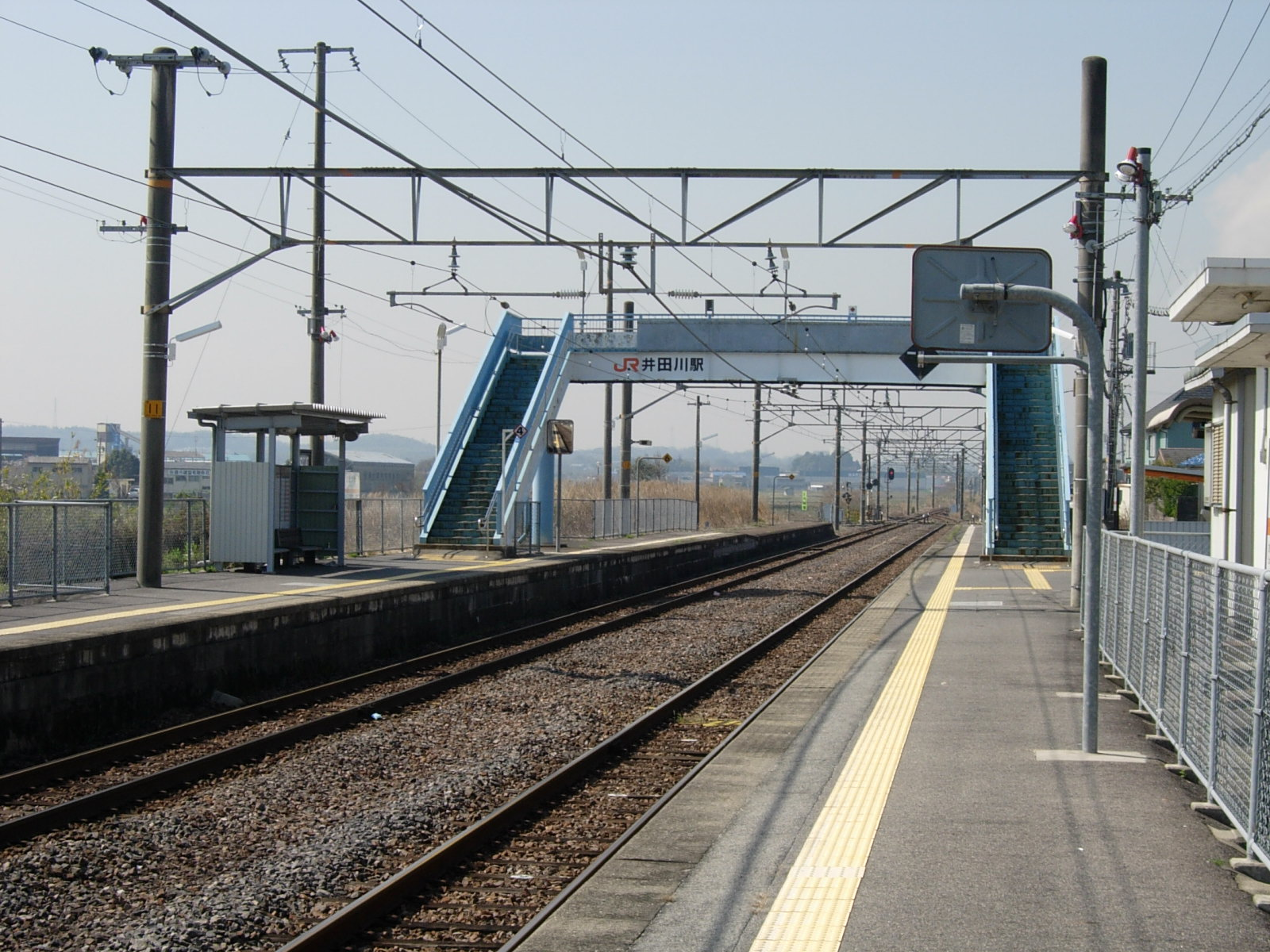
ホーム（2003年3月）

## 利用状況
「三重県統計書」によると、近年の1日平均乗車人員は以下の通り。
| 年度   | 1日平均 乗車人員 |
| ------ | ---------------- |
| 1998年 | 751              |
| 1999年 | 761              |
| 2000年 | 765              |
| 2001年 | 763              |
| 2002年 | 747              |
| 2003年 | 734              |
| 2004年 | 695              |
| 2005年 | 660              |
| 2006年 | 640              |
| 2007年 | 618              |
| 2008年 | 621              |
| 2009年 | 605              |
| 2010年 | 616              |
| 2011年 | 612              |
| 2012年 | 614              |
| 2013年 | 642              |
| 2014年 | 624              |
| 2015年 | 622              |
| 2016年 | 632              |
| 2017年 | 647              |
| 2018年 | 666              |
| 2019年 | 688              |
| 2020年 | 552              |
| 2021年 | 588              |
| 2022年 | 659              |
| 2023年 | 691              |

## 駅周辺
- 国道1号
- 鈴鹿川
- 安楽川
- 能褒野神社（能褒野王塚古墳） - 日本武尊の終焉の地の1つと言われる。
- 亀山市立井田川小学校
- タクティー亀山物流センター
- 亀山井田川郵便局 - 特定郵便局（無集配）。取扱局番号22222。2010年（平成22年）2月22日には、記念預入等を目的に200人弱の行列ができた。
- 鈴鹿農業協同組合（JA鈴鹿）井田川

## バス路線
駅前ロータリーに「井田川駅」停留所があり、下記の各路線が乗り入れる。
- 三重交通
  - 30系統（亀山みずほ台線）
    - 平田町駅
    - 亀山駅前

- 亀山市コミュニティバス
  - 東部ルート
    - のぼのの森公園

備考
- 井田川駅を発着する亀山市コミュニティバスは1日1往復のみ運行（※日曜・祝日と正月三が日を除く）[4]。

## 隣の駅
東海旅客鉄道（JR東海）
CJ 関西本線
■快速・■区間快速・■普通
加佐登駅 (CJ15) - 井田川駅 (CJ16) - 亀山駅 (CJ17)